# Heike Apitzsch-Friedrich
Heike Apitzsch-Friedrich (* 18. April 1970 in Glauchau als Heike Friedrich) ist eine ehemalige deutsche Schwimmerin, die für die DDR und das wiedervereinigte Deutschland startete.

## Werdegang
Sie gehört zu den erfolgreichsten Schwimmerinnen der 1980er Jahre und konnte auf der Freistilstrecke zahlreiche Titel und Medaillen gewinnen. Ihre ersten Erfolge gelangen ihr bei den Europameisterschaften 1985, als sie sowohl über 100 m und 200 m Freistil auf den Einzelstrecken sowie mit der Staffel über 4 × 100 m Freistil, 4 × 200 m Freistil und mit der 4 × 100-m-Lagenstaffel siegen konnte. Diese Erfolge konnte sie bei den nächsten Welt- und Europameisterschaften mit weiteren Titeln bestätigen. Bei den Olympischen Spielen 1988 in Seoul wurde sie über 200 m Freistil Olympiasiegerin. 1986 erhielt Friedrich den Stern der Völkerfreundschaft in Gold; 1988 wurde sie mit dem Vaterländischen Verdienstorden in Gold ausgezeichnet.

### Rücktritt
Nach der Wiedervereinigung im Jahr 1990 bot ihr Manfred Kreitmeier, Sportamtsleiter der Stadt Bayreuth und ehemaliger Präsident des Deutschen und des Bayerischen Schwimmverbandes, Unterstützung in beruflicher Hinsicht an. Sie nahm das Angebot an und hatte nun folgenden Tagesablauf zu bewältigen: Morgens sieben Uhr bis zehn Uhr Training. Elf Uhr bis 18 Uhr Arbeit als Auszubildende in einer Bayreuther Parfümerie, 18.30 Uhr bis 20 Uhr nochmals Training. Ab 20.30 Uhr war sie beim damaligen Sportpfleger Gerhard Gollner, der ihr half, den fehlenden Schulstoff in Sachen kaufmännisches Rechnen für das zweite Ausbildungslehrjahr nachzuholen. Nicht weniger als 14 Kilometer täglich schwamm Heike, um auf ihr Weltklasseniveau zurückzukehren.
Es gelang: Für die Farben des SV Bayreuth holt Heike Friedrich bei den Europameisterschaften 1991 in Athen an der Seite von Dagmar Hase, Manuela Stellmach und Simone Osygus die Silbermedaille in der Staffel – ihr letzter großer Erfolg. Heike Friedrich ließ noch einige SVB-Vereinsrekorde und auch bayerische Rekorde purzeln – die Olympianominierung für Barcelona 1992 schaffte sie jedoch nicht mehr. Heike Friedrich beendete 1991 ihre erfolgreiche Laufbahn im Alter von nur 21 Jahren.

## Doping

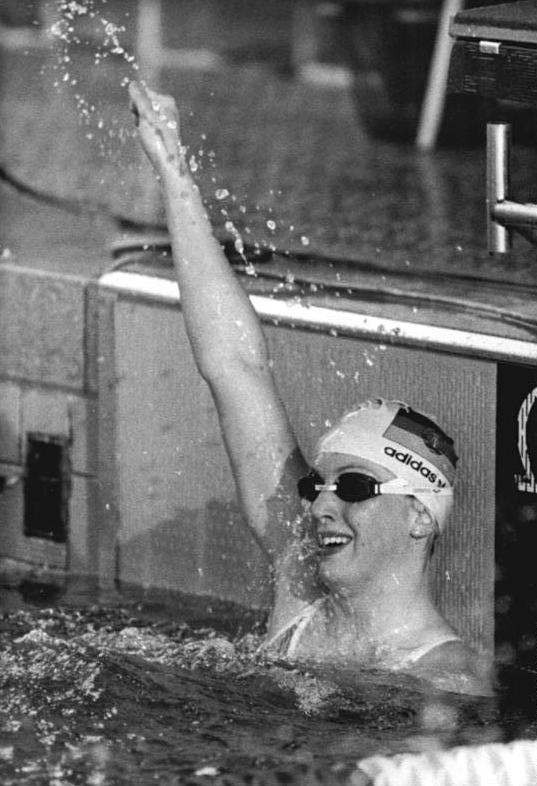
Heike Friedrich bei den DDR-Schwimmmeisterschaften in Berlin (1986)

Heike Friedrich wird ebenso wie den anderen ehemaligen DDR-Spitzenschwimmerinnen vorgeworfen, ihre Erfolge mittels Doping, das systematisch von staatlicher Hand an Spitzensportler verabreicht wurde, erreicht zu haben. Dies bestätigen unter anderen Zeugenaussagen, wie zum Beispiel der ehemaligen DDR-Schwimmerin Karen König, die im Zuge der Dopingprozesse 1998 bis 2000 gegen die ehemaligen DDR-Schwimmtrainer Michael Regner, Stefan Hetzer, Dieter Lindemann und Volker Frischke getätigt wurden.
Ganz konkret wurde bekannt, dass neben Kristin Otto, Dagmar Hase und Daniela Hunger auch Heike Friedrich bei den Schwimmeuropameisterschaften 1989 in Bonn illegale leistungssteigernde Substanzen genommen hat. Der Testosterongehalt der Frauen entsprach dem eines normalen Mannes und lag damit weit über dem normalen weiblichen Wert.